# دگن کاسپر
دگن کاسپر (انگلیسی: Degen Kasper؛ زاده ۱ اوت ۱۹۸۹) یکی از شرکت‌کنندگان دوشیزه ایالات متحده آمریکا در سال ۲۰۰۶ بوده است.